# Barmherziges Herze der ewigen Liebe
Barmherziges Herze der ewigen Liebe (BWV 185) ist eine Kirchenkantate von Johann Sebastian Bach. Er komponierte sie 1715 in Weimar für den 4. Sonntag nach Trinitatis und führte sie am 14. Juli 1715 erstmals auf.

## Geschichte und Worte
Bach war in Weimar Hoforganist von Johann Ernst von Sachsen-Weimar und wurde am 2. März 1714 zum Konzertmeister ernannt. Damit ging die Aufgabe einher, monatlich eine geistliche Kantate in der Schlosskirche aufzuführen. Bach komponierte die Kantate zum 4. Sonntag nach Trinitatis und führte sie am 14. Juli 1715 erstmals auf. Er datierte sie selbst „1715“.
Die vorgeschriebenen Lesungen für den Sonntag waren Röm 8,18–23 , „Alle Kreatur sehnt sich mit uns nach der Offenbarung der Kinder Gottes“, und Lk 6,36–42 , die Ermahnung aus der Bergpredigt, barmherzig zu sein und nicht zu richten. Der Kantatentext wurde vom Hofdichter Salomon Franck für den Anlass verfasst und 1715 in Evangelisches Andachts-Opffer veröffentlicht. Franck geht auf das Evangelium ein, erinnert an die Ermahnungen und erwähnt die Bilder vom Splitter im Auge des Bruders und dem Blinden, der einen Blinden führen will. Die letzte Arie fasst die Ermahnungen zusammen als „Das ist der Christen Kunst“. Die Kantate schließt mit der ersten Strophe von Johann Agricolas Choral Ich ruf zu dir, Herr Jesus Christ (ca. 1530).
Als Bach die Kantate in Leipzig am 20. Juni 1723 erneut aufführte, transponierte er sie von fis-Moll nach g-Moll. Er führte im selben Gottesdienst, seinem vierten in Leipzig, auch seine neue Kantate Ein ungefärbt Gemüte auf, nachdem er sein Amt als Kantor mit zweiteiligen Kantaten angetreten hatte, mit Die Elenden sollen essen und Die Himmel erzählen die Ehre Gottes. Bach bearbeitete den Choral 1724 für denselben Anlass zu der Choralkantate Ich ruf zu dir, Herr Jesu Christ.

## Besetzung und Aufbau
Wie andere Kantaten auf Worte von Franck ist das Werk kammermusikalisch besetzt mit vier Solisten, Sopran, Alt, Tenor und Bass, vierstimmigem Chor nur im Choral, Oboe, Fagott, zwei Violinen, Viola und Basso continuo. In der Leipziger Fassung spielt eine Trompete anstelle der Oboe den cantus firmus des Chorals im ersten Satz.
1. Aria (Duetto e Choral) (Sopran, Tenor): Barmherziges Herze der ewigen Liebe
2. Recitativo (Alto): Ihr Herzen, die ihr euch in Stein und Fels verkehret
3. Aria (Alto): Sei bemüht in dieser Zeit
4. Recitativo (Bass): Die Eigenliebe schmeichelt sich
5. Aria (Bass): Das ist der Christen Kunst
6. Choral: Ich ruf zu dir, Herr Jesus Christ

## Musik
Das Eingangsduett ist in zweierlei Hinsicht mit dem Schlusschoral verbunden. Die Melodie wird Zeile für Zeile von der Oboe als cantus firmus gespielt, mit Verzierungen und im tänzerischen 6/4-Takt. Das erste Intervall in den Stimmen und im Continuo ist dieselbe fallende Terz wie am Anfang des Chorals. Das Contrasubjekt ist eine Spiegelung des Themas, so wie menschliche Barmherzigkeit die göttliche spiegeln sollte.
Das Alt-Rezitativ wird anfangs von Streichern begleitet und geht dann über in ein Arioso mit continuo. Die Alt-Arie weist die reichste Instrumentierung auf, mit figurierten Oboensoli. Der Text der Bass-Arie mit Continuo fasst die Ermahnungen des Evangeliums in einem langen Satz zusammen, doch Bach zerlegt ihn in Teile, die eingeleitet werden durch „Das ist der Christen Kunst“. Der Bass als die Vox Christi (Stimme Christi) hält diese Predigt. In Leipzig wurde die Continuo-Stimme von den Violinen eine Oktav höher verdoppelt. Der Schlusschoral wird überstrahlt von einer fünften Stimme in der Violine.

## Einspielungen
- Die Bach-Kantate Vol. 42. Helmuth Rilling, Frankfurter Kantorei, Bach-Collegium Stuttgart, Arleen Augér, Hildegard Laurich, Aldo Baldin, Philippe Huttenlocher. Hänssler, 1976.
- J.S. Bach: Das Kantatenwerk – Sacred Cantatas Vol. 10. Gustav Leonhardt, Tölzer Knabenchor, Collegium Vocale Gent, Leonhardt-Consort, Solist des Tölzer Knabenchors, Paul Esswood, Kurt Equiluz, Thomas Hampson. Teldec, 1989.
- J.S. Bach: Complete Cantatas Vol. 1, Ton Koopman, Amsterdam Baroque Orchestra & Choir, Barbara Schlick, Kai Wessel, Guy de Mey, Klaus Mertens. Antoine Marchand, 1994.
- J.S. Bach: Cantatas Vol. 4, Masaaki Suzuki, Bach Collegium Japan, Midori Suzuki, Akira Tachikawa, Makoto Sakurada, Stephan Schreckenberger. BIS, 1994.
- Bach Edition Vol. 2 – Cantatas Vol. 6, Pieter Jan Leusink, Holland Boys Choir, Netherlands Bach Collegium, Ruth Holton, Sytse Buwalda, Knut Schoch, Bas Ramselaar. Brilliant Classics, 1999.
- Bach Cantatas Vol. 3: Tewkesbury/Mühlhausen / For the 4th Sunday after Trinity / For the 5th Sunday after Trinity. John Eliot Gardiner, Monteverdi Choir, English Baroque Soloists, Magdalena Kožená, Nathalie Stutzmann, Paul Agnew, Nicolas Testé. Soli Deo Gloria, 2000.
- Barmherziges Herze der ewigen Liebe. Rudolf Lutz, Chor und Orchester der J. S. Bach-Stiftung, Regina Kabis, Alex Potter, Jens Weber, Markus Volpert. Pia Reinacher (Reflexion). 1 DVD, Gallus-Media, St. Gallen.